# Joanni Maurello
Joanni Maurello, o Joanne (Calabria, XV secolo – XV secolo), è stato un poeta italiano, autore di un epicedio in dialetto calabrese.

## Biografia
Non si sa molto sulla vita di Joanni Maurello. È l'autore del Lamento per la morte di don Enrico d'Aragona, un epicedio di 296 versi, diviso in quattro parti (capituli), stampato a Cosenza nel 1478 "per lo egregio Maestro Octaviano Salomonius de Manfridonia, impressore nella città di Cosenza". Questo planctus è ritenuto il più antico documento in dialetto calabrese che ci sia pervenuto. L'incunabolo cosentino fu scoperto nel 1888 nella Biblioteca Corsiniana di Roma (oggi Biblioteca dell'Accademia Nazionale dei Lincei e Corsiniana) dallo studioso Erasmo Percopo..
Dall'esame dell'opera si suppone che Joanni sia stato al servizio di don Enrico d'Aragona, figlio spurio del re Ferdinando I di Napoli, nel Castello di Terranova da Sibari dove il giovane nobile morì per aver mangiato funghi velenosi. Joanni Maurello mostra un dolore sincero per la morte del suo signore, di cui canta le virtù in un dialetto della Calabria Citeriore. A giudizio del Percopo, Maurello era uomo "non del tutto volgare e popolano, o cantambanco o improvvisatore che dir si voglia", bensì provvisto di una certa cultura.  
Il "Lamento" è un misto di ottave ("la siciliana con due rime alternate") e di terzine. La lingua utilizzata da Maurello è composita: di fondo è un dialetto cosentino; ma non mancano voci del registro linguistico letterario italiano ("Ella") e latinismi ("captiva", "maxime", ecc.).